# Пери (Јута)
Пери (енгл. Perry) град је у америчкој савезној држави Јута.

## Демографија
По попису из 2010. године број становника је 4.512, што је 2.129 (89,3%) становника више него 2000. године.
| Група             | 2000.         | 2010.         |
| Белци             | 2.258 (94,8%) | 4.165 (92,3%) |
| Афроамериканци    | 2 (0,1%)      | 5 (0,1%)      |
| Азијати           | 10 (0,4%)     | 30 (0,7%)     |
| Хиспаноамериканци | 89 (3,7%)     | 206 (4,6%)    |
| Укупно            | 2.383         | 4.512         |